# 娶妻役
劳役婚，亦称服役婚、娶妻役。是一种婚姻習俗、有偿婚的一种。

## 概述
指男性婚前或婚后必须到妻家进行一定时期、阶段的义务劳动，以劳动为女方家庭作女子身价补偿的婚俗。它是私有制的产物，在人类婚姻发展史上有其特殊意义。比原始群婚、血缘群婚和族外群婚、掠夺婚均有进步性。以服役形式代替对妇女进行的抢劫、掠夺现象，避免因掠夺婚而引起的残杀；但以服役形式作为交换条件，导致买卖婚姻和聘娶婚的产生。
唐代曾經流行服役婚，《旧唐书》记载：“婚嫁之法，男先就女舍，三年役力，因得亲迎其归。役日已满，女家分财物，夫妻同车而载，鼓舞共归。”